# Maráthština

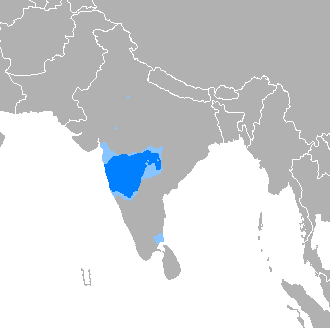
Mapa rozšíření maráthštiny

Maráthština (maráthsky मराठी, marāṭhī) je indoárijský jazyk, používaný v indických státech Maháráštra (kde je úředním jazykem) a Goa.

## Historie a rozšíření
Jako všechny indoárijské jazyky se maráthština vyvinula ze sanskrtu. Maráthské nápisy jsou doložené z přelomu 1. a 2. tisíciletí. Ve středověku vznikala v maráthštině důležitá hinduistická díla. Vzhledem k rozšíření kolem dnešní Bombaje byla maráthština prvním indoárijským jazykem, se kterým se seznamovali Evropané (v tomto případě Portugalci). Dnes je maráthština úředním jazykem státu Maháráštra (zatímco všeindická hindština a angličtina se objevují v komunikaci s federálními úřady).

## Charakteristika
Maráthština má blíže k sanskrtu než třeba hindština, a to jak složitější gramatikou (pády), tak slovní zásobou, kterou méně ovlivnila perština a arabština. Slovosled je poměrně pevný a řadí maráthštinu mezi SOV jazyky (subject – object – verb), tedy nejdříve podmět, pak předmět a nakonec sloveso.
Fonetickou výbavu více méně sdílí s ostatními indoárijskými jazyky, významným rysem jsou přídechové varianty ražených souhlásek a zvláštní řada retroflexních hlásek t – th – d – dh – n. Zvláštností oproti severoindickým jazykům je časté nahrazování l v sanskrtských slovech retroflexní laterální aproximantou ḷ.

## Abeceda a výslovnost
Maráthština používá písmo dévanágarí, ve kterém každá souhláska obsahuje implicitní samohlásku šva a případné jiné samohlásky se vyznačují diakritickými znaménky nad, pod, před nebo za souhláskou. Kromě toho existují i samostatné znaky pro samohlásky, které stojí na začátku slabiky.
Tradiční abecední pořadí písmen v dévanágarí a dalších příbuzných písmech je podle fonetických vlastností, tedy nejdříve samohlásky, pak souhlásky, nejdříve ražené v pěti řadách podle místa tvorby (ka, ča, ṭa, ta, pa), v rámci řady vždy dvojice neznělých (bez přídechu a s přídechem), dvojice znělých a odpovídající nosová souhláska. Nakonec přicházejí polosamohlásky, sykavky a ostatní.
| dévanágarí:                   | अ | आ | इ | ई | उ | ऊ | ऋ  | ए | ऐ  | ओ | औ  | अं   | अः | अँ | आँ | क | ख  | ग | घ  | ङ  | च | छ  | ज  | झ | ञ | ट | ठ  | ड | ढ  | ण  | त | थ  | द | ध  | न | प | फ    | ब | भ  | म | य | र | ल | व | श | ष | स | ह | ळ | क्ष | ज्ञ  |
| samohlásky: (ilustr., po "k") | क | का | कि | की | कु | कू | कृ  | के | कै  | को | कौ  | कं   | कः | कँ | काँ |   |    |   |    |    |   |    |    |   |   |   |    |   |    |    |   |    |   |    |   |   |      |   |    |   |   |   |   |   |   |   |   |   |   |    |     |
| transliterace:                | a | ā | i | ī | u | ū | r̥  | ē | ai | ō | au | añ  | ' | ä | ô | k | kh | g | gh | ng | č | čh | j  | z | ň | ṭ | ṭh | ḍ | ḍh | ṇ  | t | th | d | dh | n | p | ph   | b | bh | m | y | r | l | v | ś | ṣ | s | h | ḷ | x  | dny |
| výslovnost:                   | a | á | i | í | u | ú | ri | e | aj | o | au | n/m | h | æ | ó | k | kh | g | gh | ng | č | čh | dz | z | ň | t | th | d | dh | ng | t | th | d | dh | n | p | ph/f | b | bh | m | j | r | l | v | š | š | s | h | l | kš | dnj |

- Cerebrální souhlásky ट, ठ, ड, ढ, ण se vyslovují tak, že se špička jazyka opře o horní měkké patro místo o zuby.
- Znaménko ं se nazývá anusvár (अनुसवार) a má způsobovat nazalizaci samohlásky ve slabice, nad kterou se objeví. V praxi to obvykle znamená, že se na konci slabiky objeví nosová souhláska ze stejné řady, jako je počáteční souhláska následující slabiky (např. před k se objeví ng, před b se objeví m atd.)
- Znaménko ः se nazývá visarg (विसर्ग) a označuje přídech za slabikou, za kterou se objeví.
- Samohláska अँ se používá pro fonetický přepis anglického a ve slově act (æ).
- Samohláska आँ se používá pro fonetický přepis anglického a ve slově all (ɔ).
- Na rozdíl od hindštiny se hláska ज nevyslovuje dž, ale dz[1]

## Gramatika

### Podstatná jména
Podstatná jména rozlišují rod mužský (pullinga), ženský (strílinga) a střední (napusakalinga). Pravidla přiřazení slov k rodům jsou složitá, ale často platí, že jména rodu mužského končí na -á, ženského na -í. V množném čísle se mužské -á mění na -é, ženské -í se mění na -já. K podstatným jménům rodu středního končícím na souhlásku se v množném čísle připojuje -é. Příklady:
| मुलगा | mulagá | chlapec | मुलगे  | mulagé  | chlapci |
| मुलगी | mulagí | dívka   | मुलग्या | mulagjá | dívky   |
| घर  | ghar   | dům     | घरे   | gharé   | domy    |

V souladu s tradiční indickou mluvnicí se v maráthštině rozlišuje osm pádů. Jejich názvy pocházejí ze sanskrtu a znamenají (s výjimkou vokativu) prostě „první“ až „sedmý“ pád. Pády se nicméně nekryjí se všemi tvary, kterých podstatná jména nabývají s pomocí přípon (koncovek). Na jednu stranu tvary akuzativu a dativu jsou v podstatě shodné. Na druhou stranu existuje řada přípon, které mají podobnou funkci jako předložky nebo záložky. Jimi vytvořené tvary by bylo možné chápat jako další pády, podobně jako v aglutinačních drávidských jazycích.
| Pád          | Maráthský název              | Přípony                          |
| Nominativ    | प्रथमा विभक्ति prathamá vibhakti  |                                  |
| Akuzativ     | द्वित्तीया विभक्ति dvittíjá vibhakti | स (sa), ला (lá), ना (ná)           |
| Instrumentál | त्रितीया विभक्ति tritíjá vibhakti   | ने (né), नी (ní), शी (ší)           |
| Dativ        | चतुर्थी विभक्ति čaturthí vibhakti  | स (sa), ला (lá), ना (ná)           |
| Ablativ      | पंचमी विभक्ति pančamí vibhakti    | पासून (pásún), तून (tún), हून (hún)  |
| Genitiv      | षष्ठी विभक्ति šašthí vibhakti     | चा (čá), ची (čí), चे (čé), च्या (čjá) |
| Lokativ      | सप्तमी विभक्ति saptamí vibhakti   | आत (át), ईत (ít), वर (var)       |
| Vokativ      | संबोधन विभक्ति sambódhan vibhakti |                                  |

Tvar nominativu je typicky základní tvar slova bez přípony, jako je tomu ve většině indoevropských jazyků. Výjimkou je ale případ, kdy podstatné jméno tvoří podmět přechodného slovesa v minulém čase. Potom se k základnímu tvaru připojuje přípona -né.
U akuzativu a dativu jsou přípony स a ला určeny pro jednotné číslo, přípona ना pro množné.
U instrumentálu přípona ने (jednotné číslo) a नी (množné číslo) odpovídá prostému českému instrumentálu (otázka kým / čím). Naproti tomu přípona शी (jednotné i množné číslo) odpovídá významu předložky s.
Tvary genitivu se liší podle rodu a čísla vlastněného předmětu, takže spíše odpovídají českému odvozování přídavných jmen přivlastňovacích od podstatných jmen.
Přípony ablativu jsou společné pro obě čísla a odpovídají významu předložek od, z. Přípony lokativu odpovídají významu předložek v (आत, ईत) a na (वर).
Vokativ se sice v maráthské mluvnici rozlišuje, ale netvoří se připojováním koncovek ke kmeni podstatného jména. Místo toho se před slovo v nominativu vloží slovo, odpovídající českému „hej, haló!“ V důvěrné komunikaci je to अरै araj a ऐ aj, zdvořilostní tvar je अहो ahó.
Příklady předložkových přípon, které nejsou v tabulce pádů uvedeny:
- करीता (karítá) = „pro“
- साथी (sáthí) = „pro“
- बाहेर (báhér) = „vně“
- खाली (khálí) = „pod“
- पाशी (páší) = „u“
- जवल (džaval) = „u“
- शेजारी (šédžárí) = „u“
- पुढे (puḍhé) = „před“
- समोर (samór) = „před“
- मागे (mágé) = „za“
- बरोबर (baróbar) = „spolu s“
- वाचून (váčún) = „bez“
- शिवाय (šiváj) = „bez“
- कदे (kadé) = „k“, „do“
- मुले (mulé) = „kvůli“
- ऐवजी (ejvadží) = „místo“

#### Příklady
| Maráthsky             | Transliterace                   | Doslovný překlad              | Česky                        | Poznámka |
| राम विद्यार्थ्याला शिकवितो       | Rám vidjárthjálá śikavitó.      | Ráma žáka učí.                | Ráma učí žáka.               | Akuzativ. |
| राम विद्यार्थ्याना शिकवितो       | Rám vidjárthjáná śikavitó.      | Ráma žáky učí.                | Ráma učí žáky.               | |
| राम पानी पितो              | Rám pání pitó.                  | Ráma voda pije.               | Ráma pije vodu.              | Akuzativní přípona se nepoužije, pokud jde o jídlo, pití nebo řízení vozidla. |
| मी सुरीने आंबा कापतो          | Mí suríné ámbá kápató.          | Já nožem mango krájím.        | Krájím mango nožem.          | Instrumentál. |
| ते सुर्यानी आंबे कापतात        | Té surjání ámbé kápatát.        | Oni noži manga krájí.         | Krájí manga noži.            | |
| मी त्यांना काय सांगु?          | Mí tjáná káj sángu?             | Já jim co řeknu?              | Co jim řeknu?                | त्यांना je dativ od त्या |
| तु कानपुरहून केंव्हा परत आलास? | Tu Kánpurhún kénvhá parat álás? | Ty Kánpur-z kdy vrácený byls? | Kdy jsi se vrátil z Kánpuru? | Ablativ. |
| कालपासून पऊस पदत आहे      | Kálpásún paús padat áhé.        | Včera-od déšť padající je.    | Od včerejška prší.           | |
| मुलाचा / मुलीचा चेहरा         | muláčá / mulíčá čéhrá           | chlapcův / dívčin tvář        | chlapcova / dívčina tvář     | चॆहरा je mužského rodu. Rod vlastníka (tedy podstatného jména, které ohýbáme do genitivu) na koncovku nemá vliv.                                                                                            |
| मुलांचे / मुलींचे चेहरे         | mulánčé / mulínčé čéhré         | chlapců / dívek tváře         | tváře chlapců / dívek        | |
| मुलाची / मुलीची सायकल        | muláčí / mulíčí sájkal          | chlapcova / dívčina kolo      | chlapcovo / dívčino kolo     | सायकल je ženského rodu. |
| मुलांच्या / मुलींच्या सायकली      | mulánčjá / mulínčjá sájkalí     | chlapců / dívek kola          | kola chlapců / dívek         | |
| मुलाचे / मुलीचे पुस्तक        | muláčé / mulíčé pustak          | chlapcovo / dívčino kniha     | chlapcova / dívčina kniha    | पुस्तक je středního rodu. |
| मुलांची / मुलींची पुस्तके        | mulánčí / mulínčí pustaké       | chlapců / dívek knihy         | knihy chlapců / dívek        | |
| चहात साखर नाही            | Čahát sákhar náhí.              | Čaji-v cukr není.             | V čaji není cukr.            | Lokativ. |
| राम मित्रास पत्र लीहितो       | Rám mitrása patra líhitó.       | Ráma příteli dopis píše.      | Ráma píše dopis příteli.     | Sloveso má dva předměty, přímý (akuzativ) a nepřímý (dativ). Akuzativ a dativ mají v maráthštině stejné koncovky, ale pokud se mají objevit oba u jednoho slovesa, příponu dostane pouze nepřímý předmět. |

### Zájmena
| मी   | mí    | já  |
| तू   | tú    | ty  |
| तो   | tó    | on  |
| ती   | tí    | ona |
| ते   | té    | ono |
| आम्ही | ámhí  | my  |
| तुम्ही | tumhí | vy  |
| ते   | té    | oni |
| त्या  | tjá   | ony |
| ती   | tí    | ona |

Zdvořilostní varianty zájmen 2. a 3. osoby (kromě středního rodu) odpovídají tvarům množného čísla (srov. vykání).

### Číslovky
Na číslovkách je dobře vidět příbuznost maráthštiny se slovanskými a ostatními indoevropskými jazyky.
| एक | ék   | jeden |
| दोन | dón  | dva   |
| तीन | tín  | tři   |
| चार | čár  | čtyři |
| पाच | páč  | pět   |
| सहा | sahá | šest  |
| सात | sát  | sedm  |
| आठ | áṭh  | osm   |
| नउ | nau  | devět |
| दहा | dahá | deset |

### Slovesa
Infinitiv má příponu -ṇé (-णे).
Přítomné tvary slovesa बोलणे bólaṇé „mluvit“
|          | Jednotné číslo           |                                | Množné číslo                              |
|          | Mužský rod               | Ženský a střední rod           | Všechny rody                              |
| 1. osoba | मी बोलतो mí bólató mluvím   | मी बोलते mí bólaté mluvím         | आम्ही बोलतो ámhí bólató mluvíme               |
| 2. osoba | तू बोलतोस tú bólatós mluvíš | तू बोलतेस tú bólatés mluvíš       | तुम्ही बोलता tumhí bólatá mluvíte              |
| 3. osoba | तो बोलतो tó bólató mluví    | ती (ते) बोलते tí (té) bólaté mluví | ते (त्या, ती) बोलतात té (tjá, tí) bólatát mluví |

Minulé tvary slovesa बोलणे bólaṇé „mluvit“
|          | Jednotné číslo               |                               |                         | Množné číslo                        |                             |                         |
|          | Mužský rod                   | Ženský rod                    | Střední rod             | Mužský rod                          | Ženský rod                  | Střední rod             |
| 1. osoba | मी बोललो mí bólaló mluvil jsem  | मी बोलले mí bólalé mluvila jsem  |                         | आम्ही बोललो ámhí bólaló mluvili jsme    |                             |                         |
| 2. osoba | तू बोललास tú bólalás mluvil jsi | तू बोललीस tú bólalís mluvila jsi |                         | तुम्ही बोललात tumhí bólalát mluvili jste |                             |                         |
| 3. osoba | तो बोलला tó bólalá mluvil       | ती बोलली tí bólalí mluvila       | ते बोलले té bólalé mluvilo | ते बोलले té bólalé mluvili             | त्या बोलल्या tjá bólaljá mluvily | ती बोलली tí bólalí mluvila |

Budoucí tvary slovesa बोलणे bólaṇé „mluvit“
|          | Jednotné číslo                             | Množné číslo                                    |
|          | Všechny rody                               | Všechny rody                                    |
| 1. osoba | मी बोलेन mí bólén budu mluvit                 | आम्ही बोलू ámhí bólú budeme mluvit                  |
| 2. osoba | तू बोलशील tú bólśíl budeš mluvit              | तुम्ही बोलाल tumhí bólál budete mluvit               |
| 3. osoba | तो (ती, ते) बोलेल tó (tí, té) bólél bude mluvit | ते (त्या, ती) बोलतील té (tjá, tí) bóltíl budou mluvit |

Existují i složené časy. Průběhový přítomný čas se tvoří pomocí tvaru slovesa असणे asaṇé „být.“ Příklad:
| Maráthsky:     | मी बोलत आहे।        |
| Transliterace: | Mí bólat áhe.    |
| Doslova:       | Já mluvící jsem. |
| Překlad:       | Mluvím.          |

- Průběhový přítomný čas se tvoří z příčestí přítomného a přítomného tvaru slovesa असणे.
- Průběhový minulý čas se tvoří z příčestí přítomného a minulého tvaru slovesa असणे.
- Předpřítomný čas se tvoří z příčestí minulého a přítomného tvaru slovesa असणे.
- Předminulý čas se tvoří z příčestí minulého a minulého tvaru slovesa असणे.

### Slovosled
Výchozí slovosled je podmět – předmět – sloveso. Přívlastek se klade před podstatné jméno, které rozvíjí. Příslovečné určení obvykle stojí před slovesem nebo před předmětem, mnohdy ale také na začátku věty. Určení času se klade před určení místa. Záporky se zpravidla kladou před sloveso. Příklady:
| Maráthsky:     | हे पुस्तका आहे।      |
| Transliterace: | Hé pustaká áhé. |
| Doslova:       | To kniha je.    |
| Překlad:       | To je kniha.    |

## Slovní zásoba
Na rozdíl od hindštiny maráthština přejala méně slov z perštiny a arabštiny, místo toho si uchovala původní výrazy ze sanskrtu. V moderním jazyce je mnoho výpůjček z angličtiny, třeba „nádraží“ se řekne rajlvéstéšan.

## Vzorový text

### Všeobecná deklarace lidských práv
Pro srovnání obou jazyků je vedle maráthštiny tentýž text uveden i hindsky.
| maráthsky     | सर्व मनुष्यजात जन्मतःच स्वतंत्र आहे व स्र्तजणांना समान प्रतिष्ठा व समान अधिकार आहेत। त्यांना विचारशक्ति व सदसद्व सदसद्विवेकबुद्धि लाभलेली आहे व त्यांनी एकमेकंशी बंधुत्वाच्या भावनेने आचरण करावे।                                                                                                  |
| transliterace | sarva manušjadžáta džanmata'ča svatañtra áhé va srtadžaņáñná samána pratišţhá va samána adhikára áhéta. tjáñná vičáraśakti va sadasadva sadasadvivékabuddhi lábhalélí áhé va tjáñní ékamékañśí bañdhutváčjá bhávanéné áčaraņa karávé. |
| hindsky       | सभी मनुष्यों को गौरव और अधिकारों के मामले में जन्मजात स्वतन्त्रता और समानता प्राप्त है । उन्हें बुद्धि और अन्तरात्मा को देन प्राप्त है और परस्पर उन्हें भाईचारे के भाव से बर्ताव करना चाहिए । |
| transliterace | sabhí manušjóñ kó gaurava aura adhikáróñ ké mámalé méñ džanmadžáta svatantratá aura samánatá prápta haj. unhéñ buddhi aura antarátmá kó déna prápta haj aura paraspara unhéñ bháíčáré ké bháva sé bartáva karaná čáhié.               |
| česky         | Všichni lidé se rodí svobodní a sobě rovní co do důstojnosti a práv. Jsou nadáni rozumem a svědomím a mají spolu jednat v duchu bratrství.                                                                                            |